# 浙贛線

浙贛線向塘枢紐示意図

浙贛線（せっかんせん）は中華人民共和国浙江省杭州と、湖南省株洲を結ぶ、全長911.5キロメートル、70駅からなる、国家I級幹線であり、最高速度は200Km/hである。
浙贛線の終点は湖南省内にあるものの、線路の大部分は浙江省と江西省にあるため、歴史的な経緯により、浙贛線と呼称される。
2006年12月31日18時に、滬杭線・湘黔線・貴昆線と合併して、滬昆線と改称した。

## 主な経由駅
杭州駅・金華駅・上饒駅・鷹潭駅・向塘駅・株洲駅